# Melanterit
Melanterit, veraltet auch als Eisenvitriol bekannt, ist ein eher häufig vorkommendes Mineral aus der Mineralklasse der „Sulfate (und Verwandte)“. Es kristallisiert im monoklinen Kristallsystem mit der chemischen Zusammensetzung Fe[SO4]·7H2O, ist also ein wasserhaltiges Eisen(II)-sulfat.
Mit einer Mohshärte von 2 gehört Melanterit zu den weichen Mineralen, die sich ähnlich wie das Referenzmineral Gips mit dem Fingernagel ritzen lassen. In der Natur findet er sich meist in Form massiger bis pulvriger oder faseriger bis nadeliger Mineral-Aggregate, Konkretionen und Stalaktiten sowie krustigen Überzügen bzw. Ausblühungen. Selten bildet er auch tafelige, prismatische oder pseudooktaedrische Kristalle mit glasglänzenden Oberflächen aus.

## Etymologie und Geschichte
Eisenvitriol war bereits im Mittelalter bekannt und wurde unter anderem verschiedenen Heilmitteln beigemischt sowie in unreiner, kupferhaltiger Form als so genanntes Kupferwasser für Schreibtinte verwendet.
Seinen bis heute gültigen Namen Melanterit erhielt das Mineral 1850 von Wilhelm Ritter von Haidinger, der es nach dem griechischen Wort μελαντηρία für Eisenvitriol benannte.

## Klassifikation
Bereits in der veralteten, aber noch gebräuchlichen 8. Auflage der Mineralsystematik nach Strunz gehörte der Melanterit zur Mineralklasse der „Sulfate, Selenate, Tellurate, Chromate, Molybdate, Wolframate“ und dort zur Abteilung „C. Wasserhaltige Sulfate ohne fremde Anionen“, wo er als Namensgeber die „Melanteritgruppe“ mit der System-Nr. VI/C.06 und den weiteren Mitgliedern Alpersit, Bieberit, Boothit, Mallardit und Zinkmelanterit bildete.
Die seit 2001 gültige und von der International Mineralogical Association (IMA) verwendete 9. Auflage der Strunz’schen Mineralsystematik ordnet den Melanterit ebenfalls in die Abteilung der „Sulfate (Selenate usw.) ohne zusätzliche Anionen, mit H2O“ ein. Diese ist allerdings weiter unterteilt nach der relativen Größe der beteiligten Kationen, so dass das Mineral entsprechend seiner Zusammensetzung in der Unterabteilung „B. Mit ausschließlich mittelgroßen Kationen“ zu finden ist, wo es ebenfalls als Namensgeber die „Melanteritgruppe“ mit der System-Nr. 7.CB.35 und den weiteren Mitgliedern Alpersit, Bieberit, Boothit, Mallardit und Zink-Melanterit bildet.
Die vorwiegend im englischen Sprachraum gebräuchliche Systematik der Minerale nach Dana ordnet den Melanterit in die Klasse der „Sulfate, Chromate und Molybdate“ und dort in die Abteilung der „Wasserhaltigen Säuren und Sulfate“ ein. Auch hier ist er namensgebend in der „Melanteritgruppe (Heptahydrate, monoklin: P21/c)“ mit der System-Nr. 29.06.10 und den weiteren Mitgliedern Alpersit, Bieberit, Boothit, Mallardit und Zinkmelanterit innerhalb der Unterabteilung der „Wasserhaltigen Säuren und Sulfate mit AXO4 × x(H2O)“ zu finden.

## Kristallstruktur
Melanterit kristallisiert monoklin in der Raumgruppe P21/c (Raumgruppen-Nr. 14) mit den Gitterparametern a = 14,07 Å; b = 6,50 Å; c = 11,04 Å und β = 105,6° sowie 4 Formeleinheiten pro Elementarzelle.

## Eigenschaften
In frischem und sehr reinem Zustand ist Melanterit von hellblauer Farbe, die durch teilweise Oxidation in Eisen(III)-sulfat eine hellgrüne Farbe annimmt. Je nach Verwitterungsgrad kommt das Mineral in der Natur daher in unterschiedlichen Mischfarben von Grünlichblau bis Bläulichgrün vor. Seine Strichfarbe ist jedoch immer weiß.
An trockener Luft dehydratisiert Melanterit, verliert also einen Teil seines Kristallwassers. Durch Erhitzen kann dieser Vorgang noch verstärkt werden, bis er schließlich in das einfach wasserhaltige und gelbliche bis farblose Sulfat-Mineral Szomolnokit (Fe[SO4]·H2O) übergeht.
Melanterit ist leicht wasserlöslich und süßlich schmeckend, wirkt allerdings gleichzeitig astringierend (zusammenziehend).

## Modifikationen und Varietäten

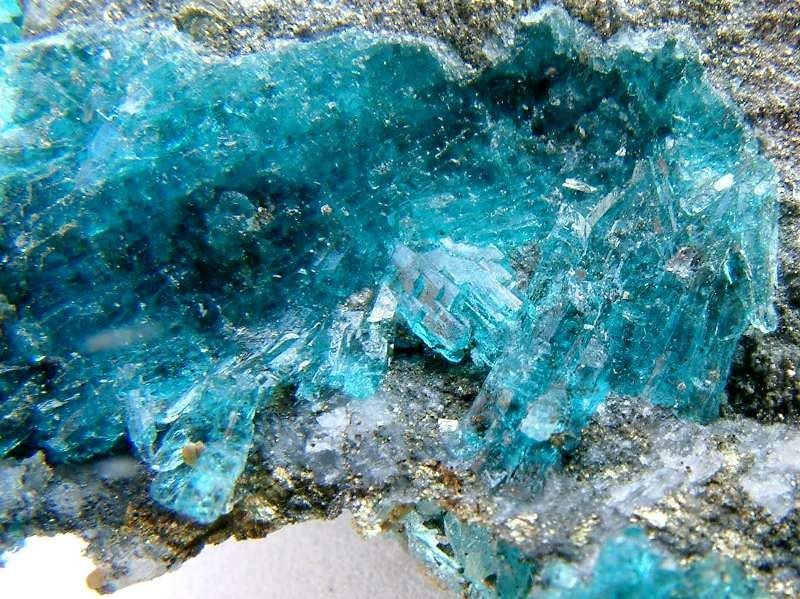
Pisanit auf hellgrauem Gestein mit reichlich Pyrit (Bildbreite: 20 mm) aus den „Parys Mountain Mines“ bei Amlwch, Anglesey (Wales), Großbritannien

Bisher sind zwei Varietäten bekannt: Der kupferhaltige Pisanit und der magnesiumhaltige Kirovit.

## Bildung und Fundorte

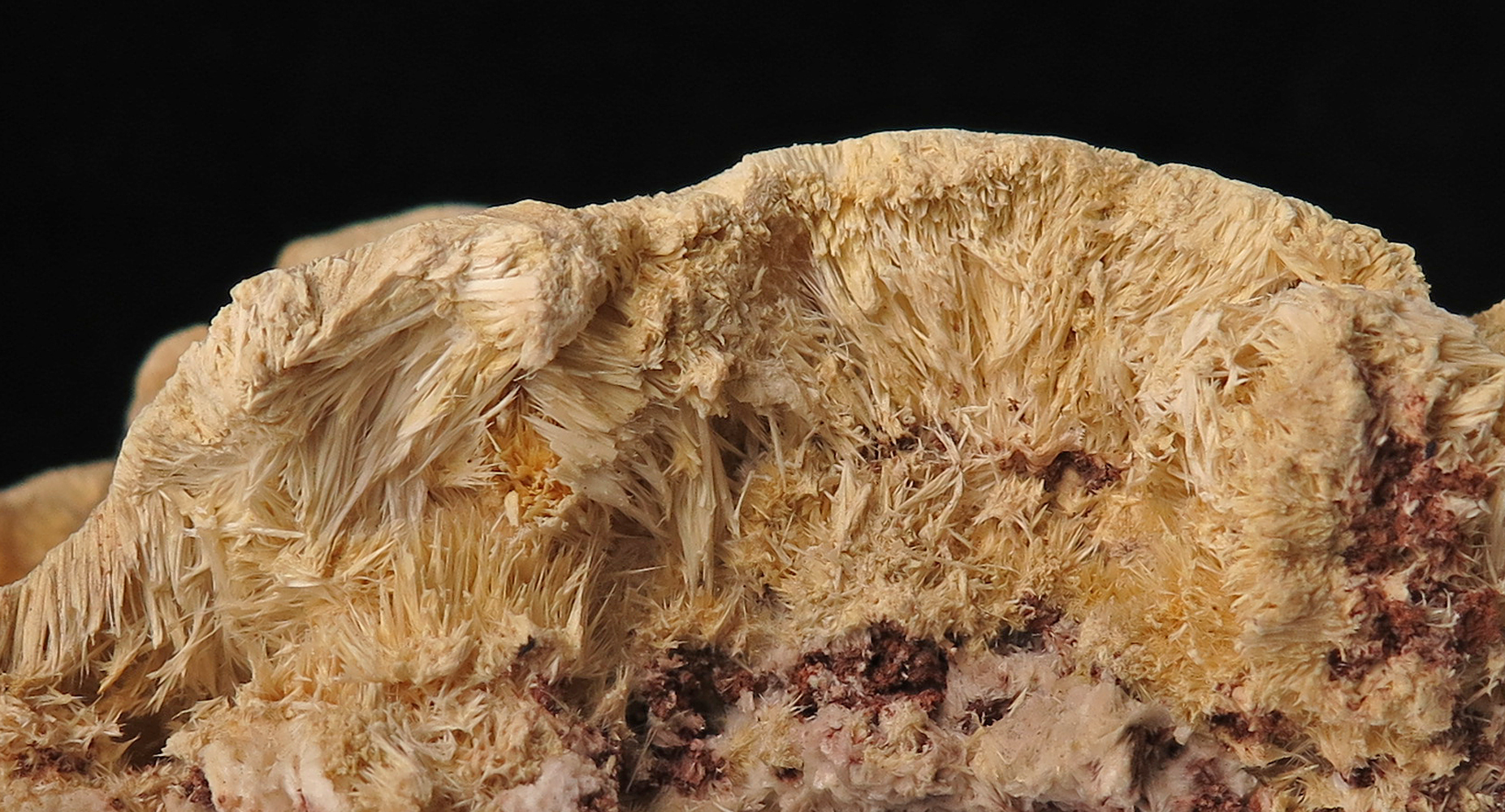
Aggregat aus weißen bis hellbräunlichen, nadeligen Melanteritkristallen aus der Sherwood Mine, Mineral Hills, Menominee iron range, Iron County (Michigan), USA (Gesamtgröße: 10,4 cm × 7,9 cm × 6,1 cm)

Melanterit ist ein Sekundärmineral und bildet sich meist als Oxidationsprodukt aus primären Eisensulfiden wie Pyrit-, Markasit und Pyrrhotin. Oft findet er sich daher auch als Neubildung in Erzgruben. In seltenen Fällen kann er aber auch direkt als Sublimat aus vulkanischen Gasen entstehen.
Als eher seltene Mineralbildung kann Melanterit an verschiedenen Fundorten zum Teil zwar reichlich vorhanden sein kann, insgesamt ist er aber wenig verbreitet. Insgesamt gelten bisher (Stand: 2013) rund 870 Fundorten als bekannt.
In Deutschland fand sich das Mineral an mehreren Orten im Schwarzwald sowie den Gemeinden Nußloch, Bruchsal und Schriesheim in Baden-Württemberg; im Bayerischen Wald, bei Lichtenberg und Waldsassen in Bayern; bei Messel, Richelsdorf und im Taunus in Hessen; am Rammelsberg in Niedersachsen; an vielen Orten und Gruben in Nordrhein-Westfalen wie unter anderem in der Eifel (bis nach Rheinland-Pfalz), im Ruhrgebiet und dem Sauerland; am Königsberg, bei Rockenhausen und im Westerwald in Rheinland-Pfalz; an mehreren Orten der Gemeinde Nonnweiler und bei Dudweiler in Saarbrücken; im Harz in Sachsen-Anhalt; an mehreren Orten im Erzgebirge und bei Potschappel, in der Oberlausitz und bei Oelsnitz in Sachsen sowie bei Gera, Saalfeld/Saale und Lehesten in Thüringen.
In Österreich trat das Mineral an mehreren Orten in Kärnten, Salzburg und der Steiermark sowie bei Gloggnitz in Niederösterreich und im Tiroler Inntal auf.
In der Schweiz fand man Melanterit in der schaffhausener Gemeinde Thayngen, im Maderanertal (Golzern) im Kanton Uri, im Salzbergwerk bei Bex im Kanton Waadt sowie an mehreren Orten im Kanton Wallis.
Erwähnenswert aufgrund außergewöhnlicher Melanteritfunde ist unter anderem Chvaletice in Tschechien, wo Stalaktiten von bis zu 20 cm Länge entdeckt wurden. Noch längere Stalaktiten (bis 2 m) sowie großflächige Krusten fand man in der „Aljustrel Mine“ in Portugal. Besonders schön entwickelte Kristalle von bis zu 2 cm Größe traten aus den Minen der Grubenstadt Bisbee in Arizona und der „Boyd Mine“ in Ducktown im Polk County in Tennessee in den USA zutage.
Weitere Fundorte liegen in Argentinien, Australien, Belgien, Bolivien, Bulgarien, Chile, China, Dänemark, Frankreich, Griechenland, Ungarn, Iran, Italien, Japan, Kanada, Kirgisistan, Kosovo, Marokko, Mazedonien, Mexiko, Namibia, den Niederlanden, auf Neuseeland, in Norwegen, Polen, Portugal, Rumänien, Russland, Schweden, der Slowakei, in Slowenien, Spanien, Südafrika, Taiwan, Turkmenistan, der Ukraine, im Vereinigten Königreich (Großbritannien) sowie in den Vereinigten Staaten von Amerika (USA).